# 東志村
東志村（ひがししそん）は、鳥取県東伯郡にあった村。現在の倉吉市の一部にあたる。

## 地理
国府川支流・志村川の谷底低地と段丘上に位置していた。
- 河川：般若川[3]
- 山岳：高城山[4]

## 歴史
- 1889年（明治22年）10月1日、町村制の施行により、久米郡岡村、大立村、上大立村、立見村、椋波村、般若村、福積村が合併して村制施行し、東志村が発足[1][2]。旧村名を継承した岡、大立、上大立、立見、椋波、般若、福積の7大字を編成[2]。久米郡福米村、西志村と組合村を結成し、組合村役場を福米村大字上福田に設置[2]。
- 1896年（明治29年）4月1日、郡の統合により東伯郡に所属[2]。
- 1917年（大正6年）12月1日、東伯郡西志村、福米村と合併し高城村を新設して廃止された[1][2]。合併後、高城村大字岡・大立・上大立・立見・椋波・般若・福積となる[2]。

### 地名の由来
志村川に面した地域にあることにちなむ。

## 産業
- 農業[5]

## 教育
- 1873年（明治6年）大立小学校開校[6]。1876年（明治9年）志村谷学校大立分校となる[6]。のち高城小学校分校となり、その後廃止[6]。